# Хорьков, Сергей Гаврилович
Сергей Гаврилович Хорьков (1891 — 1938) — советский военный деятель, руководитель Военно-воздушной инженерной академии имени Н. Е. Жуковского, комбриг.

## Биография
Происходил из русской семьи служащих. В 1919 состоял начальником Главного штаба РККВФ. Являлся членом ВКП(б). С 1927 до 1933 руководил ВВИА имени Н. Е. Жуковского, затем руководил «Дирижаблестроем». На момент ареста числился директором завода № 207 Народного комиссариата оборонной промышленности СССР. Арестован НКВД 6 февраля 1938 сразу после крушения дирижабля СССР-В6. По обвинению в участии в контр-революционной террористической организации осуждён ВКВС СССР 19 марта того же года к ВМН, и расстрелян в день оглашения приговора. 12 июля 1957 посмертно реабилитирован.

### Звания
- комбриг.

## Публикации
- Сборник научно-технических работ по дирижаблестроению и воздухоплаванию. № 1 / [отв. ред. С. Г. Хорьков]. — Москва : Ред.-изд. отд. Аэрофлота, 1937-1998, 1937. — 89 с. : ил., табл., граф.[3]